# Comuna de Obrazów
Obrazów (polaco: Gmina Obrazów) é uma gminy (comuna) na Polónia, na voivodia de Santa Cruz e no condado de Sandomierski. A sede do condado é a cidade de Obrazów.
De acordo com os censos de 2004, a comuna tem 6775 habitantes, com uma densidade 94,3 hab/km².

## Área
Estende-se por uma área de 71,86 km², incluindo:
- área agricola: 91%
- área florestal: 3%

## Demografia
Dados de 30 de Junho 2004:
|                      | Total   | Total | Mulheres | Mulheres | Homens  | Homens |
| -------------------- | ------- | ----- | -------- | -------- | ------- | ------ |
|                      | pessoas | %     | pessoas  | %        | pessoas | %      |
| População            | 6775    | 100   | 3430     | 50,6     | 3345    | 49,4   |
| Densidade (pop./km²) | 94,3    | 100   | 47,7     | 47,7     | 46,5    | 46,5   |

De acordo com dados de 2005, o rendimento médio per capita ascendia a 1689,68 zł.

## Comunas vizinhas
- Dwikozy, Klimontów, Lipnik, Samborzec, Sandomierz, Wilczyce